# 上海马戏城
上海马戏城位於中華人民共和國上海市靜安區，佔地22500平方米，建築面積5691平方米，是上海雜技團表演的場所，該建築外觀為一金色半圓球。

## 历史
1999年9月正式開放並進行首場演出。2005年9月，大型多媒體夢幻劇ERA时空之旅開始在上海馬戲城演出。截至2020年1月，时空之旅演出共5354场，接待中外观众525万人次，收入突破6.5亿元人民幣。
2021年7月31日，《时空之旅2》在上海马戏城首演。2022年7月10日，《时空之旅2》恢復演出。

## 外部連結
- 官方网站